# Чёрная шаль (балет)
«Чёрная шаль, или Наказанная неверность» — балет в одном действии, поставленный Адамом Глушковским по мотивам стихотворения Александра Пушкина «Чёрная шаль». Премьера балета состоялась на сцене Большого театра в Москве 11 декабря 1831 года (художник И. Браун, дирижёр Д. П. Карасёв). Образы героев балета воплотили Никита Пешков (молдавский князь Муруз), Татьяна Глушковская (Олимпия), Фелицата Гюллень-Сор (Аспазия), Екатерина Лобанова (Зеида), Жан Ришар (Вахан).
Музыка, звучавшая в спектакле, не являлась оригинальной: она представляла собой набор уже известных произведений различных композиторов в аранжировке К. Нейтвиха. В балете присутствовали турецкие, сербские, молдаванские, арабские и цыганские танцы, которые служили дивертисментом. Основным средством создания сценических образов являлась пантомима, а главной приманкой для зрителей, по утверждению В. Красовской, выступала сцена похорон Олимпии и Вахана, во время которой гробы, покрытые чёрными покрывалами, выбрасывали в Дунай.
Балет создан по канонам мелодрамы, о чём говорит, помимо прочего, и само его название, заключающее назидательный смысл.

## Либретто
На балу молдавского князя Муруза один из приближённых раскрывает князю любовную связь его жены — гречанки Олимпии. Узнав об измене, Муруз задумывает месть и покидает пиршество. На берегу Дуная Олимпия в окружении подруг и невольниц дожидается своего возлюбленного Вахана. По прошествии запланированного времени встречи на лодке подплывает Вахан. Начинаются танцы, в разгар которых врывается Муруз. В ходе схватки молдавский князь смертельно ранит Вахана. Затем Муруз устремляется за пытающейся скрыться Олимпией. Князь возвращается с окровавленным мечом и чёрной шалью жены. В свете факелов невольники сбрасывают тела в Дунай. Муруз осознаёт, что натворил. Чёрная шаль напоминает князю о красоте убитой Олимпии и его любви к ней. В отчаянии он падает на руки приближённых.

## Критика
Рецензент журнала «Молва» остался недоволен драматургией балета, отметив, что в нём нет «ни содержания, ни связи, ни соответствия между частями». И хотя критик одобрительно отозвался о хореографии «Чёрной шали» («Танцы, нечего сказать, были прекрасны: особенно последняя группа с шарфами очень живописна и занимательна»), сцена с похоронной процессией произвела на него «самое неприятное впечатление».
Советские балетоведы также критично отзывались о постановке. Так, с точки зрения Арсения Ильина, «балет „Чёрная шаль“ интересен лишь как попытка создать драматическое действие, исходя из содержания пушкинского стихотворения, и раскрыть это стихотворение средствами хореографического балета». Юрий Слонимский, характеризовавший Глушковского как посредственного драматурга, одну из причин отсутствия у балета успеха видел в неправильном понимании балетмейстером роли танца.